# Иргиз
Иргиз (на казахски: Ыргыз; на руски: Иргиз) е река протичаща по територията на Актобенска област на Казахстан, десен приток на Тургай. Дължина 593 km. Площ на водосборния басейн 31 600 km².
Река Иргиз води началото си от северната част на планината Мугоджари, като в горното и средното си течение тече на юг по източното подножие на планината, след което завива на изток-югоизток и протича по северната част на Туранската низина. Влива се отдясно в река Тургай, при село Куйлис, на 70 m н.в. Тече в широко 80 – 100 m корито, а ширината на долината ѝ варира от 300 m до 2 km. През лятото (предимно в долното течение) на отделни участъци пресъхва и вода се запазва само в някои по-дълбоки места в коритото. В горното течение водата на реката е прясна, а в долното се засолява. Притоците са предимно десни, стичащи се от източните склонове на Мугоджари, като повечето от тях през лятото пресъхват и не достигат до Иргиз. Основни притоци: Баксай, Карабутак, Кайракти, Талдик, Ашчисай, Шуилдаг (всичките десни). По време на пърноводието през месец април реката повишава нивото си с 4 – 5 m, а маловодието е от юли до октомври. Среден годишен отток в устието 7,56 m³/s. Замръзва през ноември, а се размразява през 2-рата половина на април. По бреговете на реката са разположени около 30 малки села, най-големи от които са районните цантрове: Комсомолское, Карабутак и Иргиз.